# Dampierre-sur-Avre
Dampierre-sur-Avre és un municipi francès, situat al departament de l'Eure i Loir i a la regió de Centre – Vall del Loira. L'any 2007 tenia 692 habitants.

## Demografia

### Població
El 2007 la població de fet de Dampierre-sur-Avre era de 692 persones. Hi havia 244 famílies, de les quals 44 eren unipersonals (28 homes vivint sols i 16 dones vivint soles), 72 parelles sense fills, 116 parelles amb fills i 12 famílies monoparentals amb fills.
La població ha evolucionat segons el següent gràfic:
Habitants censats

### Habitatges
El 2007 hi havia 369 habitatges, 247 eren l'habitatge principal de la família, 98 eren segones residències i 24 estaven desocupats. 367 eren cases i 1 era un apartament. Dels 247 habitatges principals, 229 estaven ocupats pels seus propietaris, 10 estaven llogats i ocupats pels llogaters i 8 estaven cedits a títol gratuït; 8 tenien dues cambres, 39 en tenien tres, 55 en tenien quatre i 146 en tenien cinc o més. 235 habitatges disposaven pel capbaix d'una plaça de pàrquing. A 101 habitatges hi havia un automòbil i a 140 n'hi havia dos o més.

### Piràmide de població
La piràmide de població per edats i sexe el 2009 era:
| Homes | Edats   | Dones |
| ----- | ------- | ----- |
| 0     | 95 o +  | 0     |
| 0     | 90 a 94 | 0     |
| 4     | 85 a 89 | 0     |
| 0     | 80 a 84 | 4     |
| 4     | 75 a 79 | 4     |
| 4     | 70 a 74 | 8     |
| 8     | 65 a 69 | 16    |
| 16    | 60 a 64 | 12    |
| 28    | 55 a 59 | 12    |
| 24    | 50 a 54 | 24    |
| 28    | 45 a 49 | 24    |
| 32    | 40 a 44 | 32    |
| 12    | 35 a 39 | 16    |
| 16    | 30 a 34 | 28    |
| 12    | 25 a 29 | 20    |
| 20    | 20 a 24 | 4     |
| 20    | 15 a 19 | 24    |
| 44    | 10 a 14 | 12    |
| 24    | 5 a 9   | 32    |
| 24    | 0 a 4   | 8     |

## Economia
El 2007 la població en edat de treballar era de 466 persones, 342 eren actives i 124 eren inactives. De les 342 persones actives 307 estaven ocupades (174 homes i 133 dones) i 35 estaven aturades (20 homes i 15 dones). De les 124 persones inactives 32 estaven jubilades, 49 estaven estudiant i 43 estaven classificades com a «altres inactius».

### Ingressos
El 2009 a Dampierre-sur-Avre hi havia 258 unitats fiscals que integraven 724 persones, la mediana anual d'ingressos fiscals per persona era de 20.507 €.

### Activitats econòmiques
Dels 25 establiments que hi havia el 2007, 1 era d'una empresa alimentària, 1 d'una empresa de fabricació de material elèctric, 12 d'empreses de construcció, 4 d'empreses de comerç i reparació d'automòbils, 1 d'una empresa de transport, 1 d'una empresa d'hostatgeria i restauració, 4 d'empreses de serveis i 1 d'una empresa classificada com a «altres activitats de serveis».
Dels 12 establiments de servei als particulars que hi havia el 2009, 1 era un paleta, 1 fusteria, 5 lampisteries, 4 electricistes i 1 restaurant.
L'any 2000 a Dampierre-sur-Avre hi havia 11 explotacions agrícoles.

## Poblacions més properes
El següent diagrama mostra les poblacions més properes.